# Istarski sabor
Istarski sabor bio je predstavničko tijelo Istarske markgrofovije pod austrijskom upravom. Osnovan je 1861. godine. Formalno je djelovao do 1916. godine, iako je posljednja saborska sjednica održana 1910. Zasjedao je u Poreču, a potkraj 19. i na početku 20. stoljeća također u Puli i Kopru. Imao je određene zakonodavne ovlasti, kao izraz pokrajinske autonomije.
Istarskim saborom dominiraju tijekom 19. stoljeća talijanski liberali, koji u Istri provode vrlo ustrajnu talijanizaciju, onemogućujući osnivanje bilo kakve škole na hrvatskom jeziku. Matko Laginja 21. kolovoza 1883. započinje prvi govor na hrvatskom jezikom, ali biva prekinut bučnim negodovanjem vijećnika Talijana koji su u znak protesta napustili sabornicu. 
Na izborima 1910. godine Laginjini  "Narodnjaci" dobivaju većinu glasova u izborima za Istarski sabor, ali - zahvaljujući izbornom sustavu - manjinu glasova: veleposjednici su birali 5 od 47 vijećnika, a članovi trgovačko-obrtničke komora su 2; svi su ti vijećnici bili Talijani. Gradovi i trgovišta birali su 14 vijećnika, od kojih su samo tri bili Hrvati, dok su najmnogoljudnije seoske općine biraleu samo 15 zastupnika - tu je bilo izabrano 12 Hrvata i Slovenaca i 3 Talijana. 8 zastupnika birala je tzv. "opća kurija", koja je dala po 4 hrvatsko-slovenska i talijanska zastupnika. Naposljetku je u pokrajini u kojoj je oko trećine stanovništva govorilo talijanski (nije se na austrijskim popisima stanovništva pitalo za etničku pripadnost, nego za glavni razgovorni jezik, koji je kod dvojezičnih osoba uglavnom upisivan kao talijanski) bilo u pokrajinskom saboru 28 vijećnika Talijana, a svega 19 vijećnika su bili Hrvati i Slovenci.
Prva sjednica Sabora održana nakon izbora 1910. godine ujedno je bila i posljednja: 18. listopada 1910. su nezadovoljni hrvatski i slovenski vijećnici prevrnuli predsjednički stol prije izbora saborskih dužnosnika; u opću gužvu se umiješala i publika s galerije. Vladin povjerenik proglasio je zasjedanje zaključenim, te se Sabor poslije nije sastao sve do kraja austrijske vladavine: Istrom je upravljao povjerenik Vlade u Beču, koji je pristao po prvi put financirati izgradnju i djelovanje hrvatskih škola iz sredstava markgrofovije - pokrajinske vlasti su sve do tada financirale isključivo školstvo na talijanskom jeziku, dok su hrvatske škole Družbe sv. Ćirila i Metoda za Istru bile financirane dobrotvornim prilozima iz Hrvatske.